# Cissus verticillata
Cissus verticillata es una planta trepadora, perenne, de la familia Vitaceae. Recibe el nombre común de bejuco ubí o, en las Antillas, Panamá, Colombia y Venezuela, el de bejuco de agua.

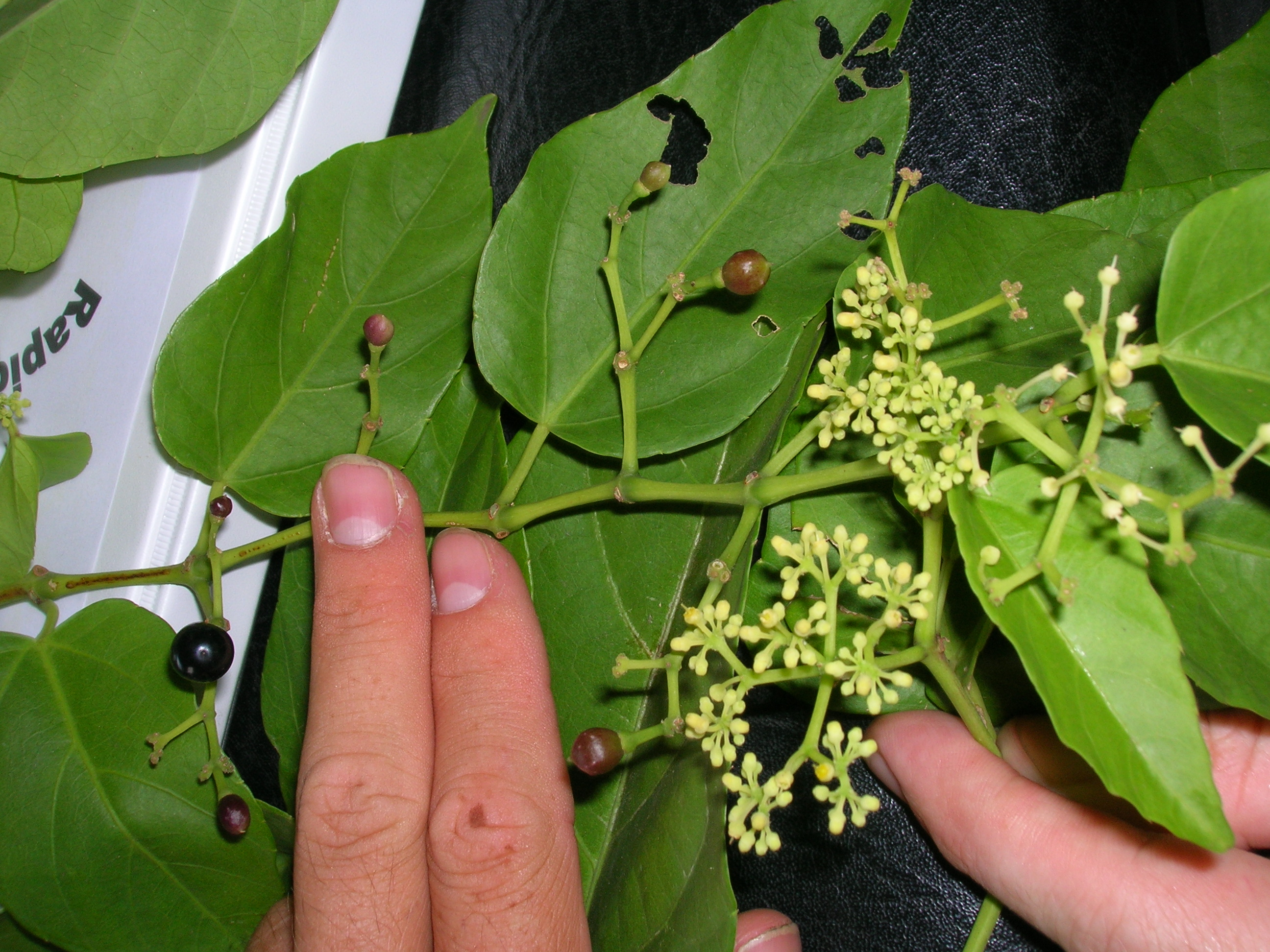
Cissus verticillata.

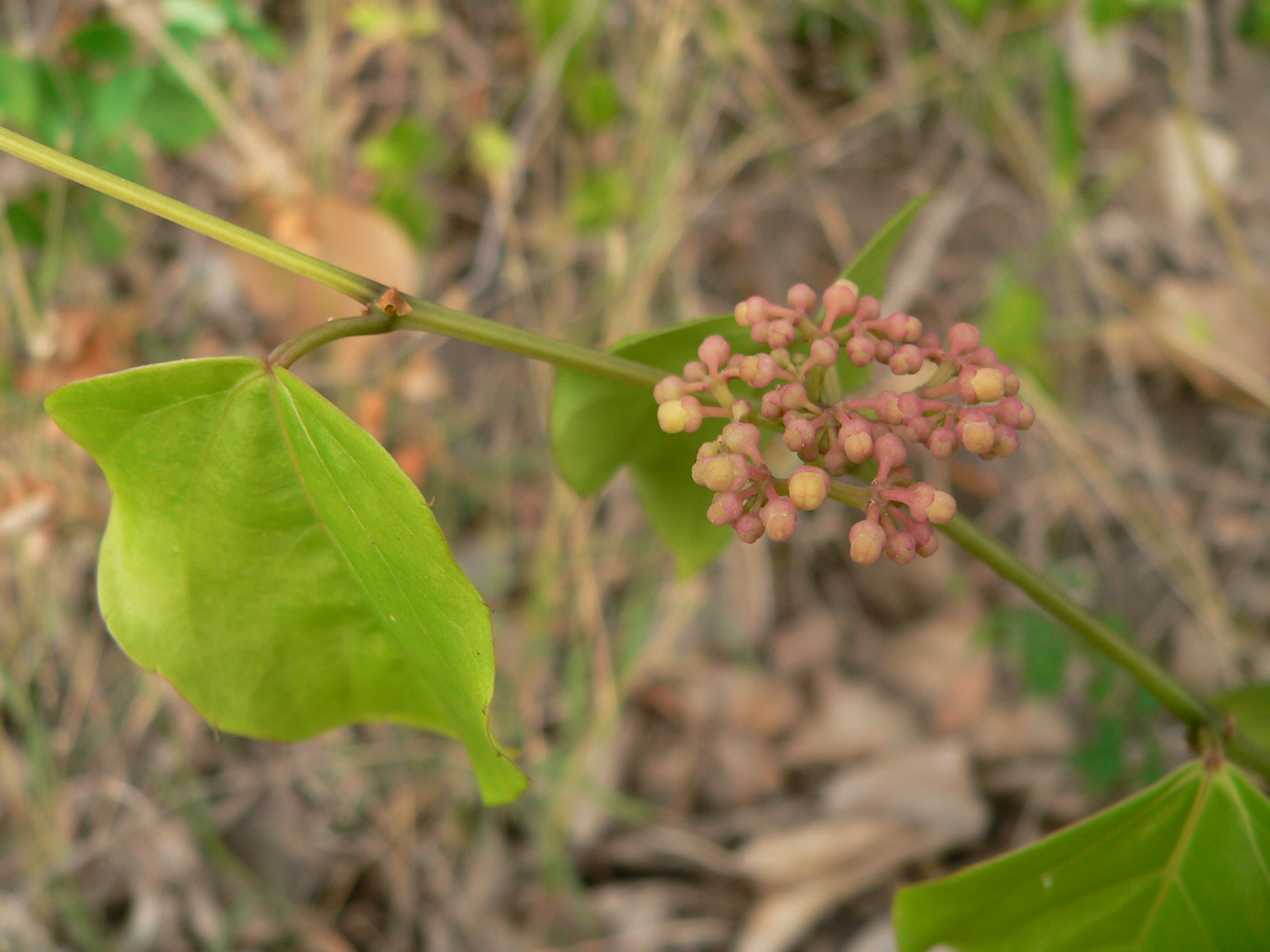
Frutos

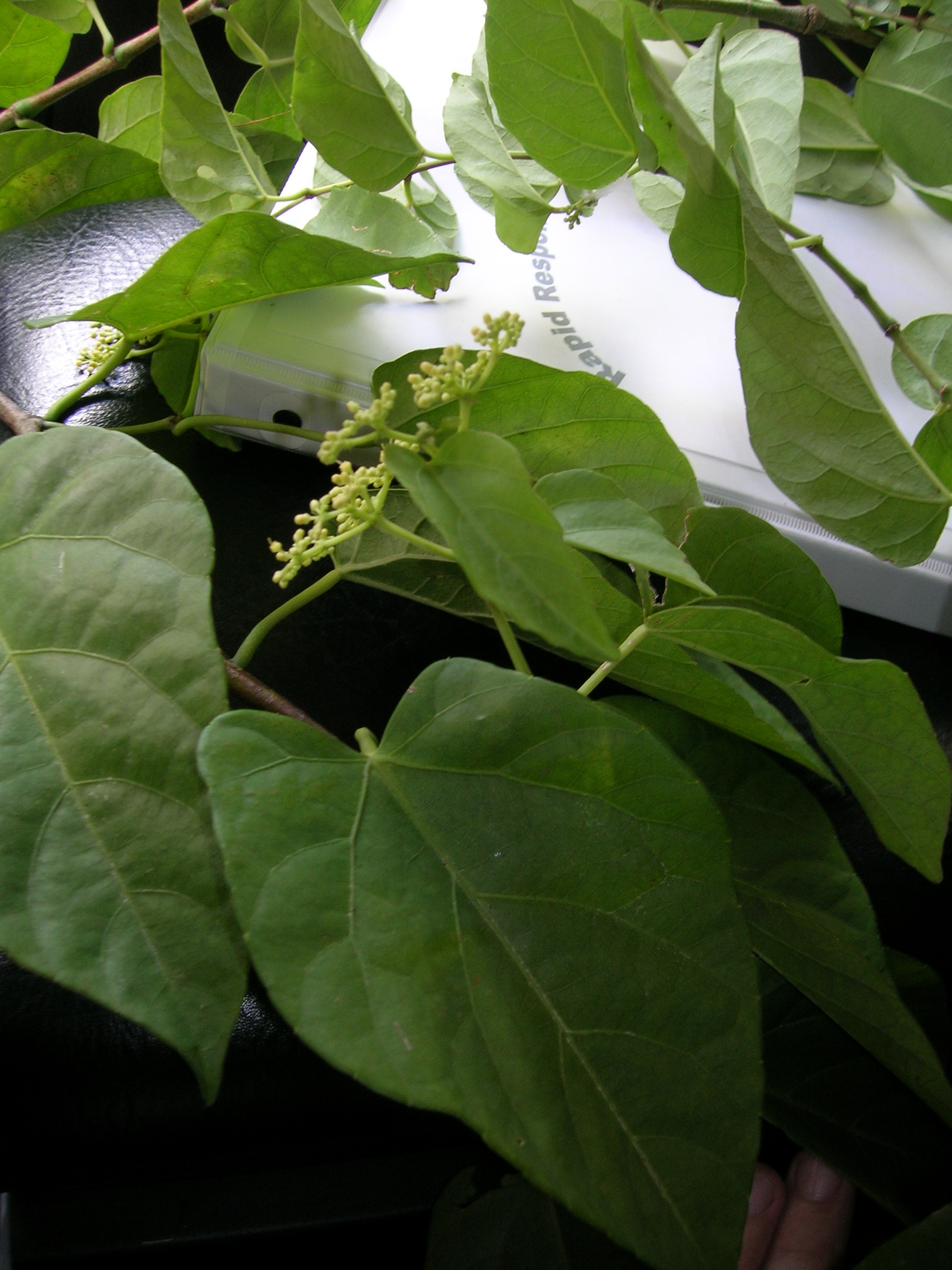
Hojas

## Distribución
Crece espontáneamente en las Américas, desde Florida hasta Bolivia y Paraguay y en las Antillas, especialmente en Cuba.

## Descripción
Se eleva hasta una altura de 6 a 10 m, con zarcillos; tallos muy flexibles, ramas articuladas; hojas, de hasta 15 cm de largo por 12.5 cm de ancho, sencillas, oblongas a aovadas o acorazonadas, margen dentado setoso, ramificadas 2 a 3 veces, peciolos de 8 cm de longitud; inflorescencias opuestas a las hojas, ramificadas, de contorno redondeado, de hasta 10 cm de largo, cima compuesta umbeliforme; flores pequeñas, amarillo-verdosas, blancuzcas o púrpuras; bayas subglobosas u obovoides, negras, de 8-10 mm de diámetro, cada uno con una semilla de 4 a 6 mm de largo.

## Usos
Ha sido valorada por la medicina tradicional, que le atribuye diversas propiedades. La savia de los tallos se usa como remedio para las hemorroides y el reumatismo, como bebida diaria contra el gonococo y como antibacteriano en las dermatosis, afecciones respiratorias, y digestivas. La decocción caliente de tallos y hojas se toma como remedio para aliviar la gripe, como sudorífico; también se dice que da buenos resultados contra el reumatismo.
El jugo de las hojas calentado al sol y mezclado con aceite de almendras se usa para aliviar los dolores musculares y el reumatismo. Las hojas en cataplasmas se emplean para la cura de inflamaciones. También se atribuye a las hojas la calidad de diurético.
Las flores en decocción se emplean como antiséptico, para lavar y desinfectar las heridas y previamente expuestas al sol se usan como cicatrizantes.
Las bayas maduras son ligeramente laxantes, se utilizan además para preparar una bebida fermentada. Las pasas se usan como pectorales en cocimientos e infusiones.
Las raíces se utilizan para la elaboración del pru oriental.
Las diferentes preparaciones no son administradas a mujeres embarazadas ni a niños, con la excepción del uso externo de la cataplasma de hojas en el momento del parto, supuestamente para facilitarlo y la fricción sobre las piernas a los niños que tardan en caminar, con la savia de las hojas.

## Nombre común
- Castellano: bejuco ubí, uvilla, sipiñucu, tripa de vaca, bejuco loco, bejuco chirriador o bejuco comemanos. en el mercado internacional en general se la conoce como physalis. Así, en Perú se la llama también capulli, motojobobo embolsado o capulí en Bolivia, topotopo o chuchuva en Venezuela, capulí o amor en bolsa en Chile, cereza del Perú en México, poha en Hawaii, Insulina en Honduras.
- bejuco de caro, fuente de Nueva Granada[3]

## Taxonomía
Cissus verticillata fue descrita por (L.) Nicolson & C.E.Jarvis y publicado en Taxon 33(4): 727, en el año 1984.
Etimología
Cissus: nombre genérico que deriva del griego κισσος ( kissos ), que significa "hiedra".
verticillata: epíteto latino que significa "con verticilos"
Sinonimia
- Lista de sinónimos[1]